# Renealmia densispica
Renealmia densispica är en enhjärtbladig växtart som beskrevs av Jean Koechlin. Renealmia densispica ingår i släktet Renealmia och familjen Zingiberaceae. Inga underarter finns listade i Catalogue of Life.